# Шипинська земля
Шипинська земля — історичний регіон в межах східного Прикарпаття та Хотинської височини (з середини XV ст. — Буковина), який у період з кін. ХІІІ ст.  до кін. XV ст. був предметом територіальних суперечок між Молдавським князівством, Польським та Угорським королівствами.
Сьогодні територія Чернівецької області України, частково Сучавського та Ботошаньського повітів Румунії, а також Єдинецького повіту Молдови.
Перша письмова згадка від 1359 року. Остання — 1444 рік.

## Етимологія
Назва походить від Шипинців, які на той час були першим розвиненим населеним пунктом при в'їзді зі сторони Галича. Відповідно, всі галицькі володіння в цій місцевості почали називатися — Шипинська земля.

## Географія
Займала територію, природніми межами якої були: середня течія Дністра (на півночі і сході), Колочин, Черемош, Білий Черемош та Перкалаба (на заході), верхня течія Сочави, Сочавсько-Серетське межиріччя (у витоках Тарнавки, Русулуя, Мойси, Рудої), Серетсько—Прутський вододіл (від Молниці до Герци), сам Прут до гирла Раковця (на півдні).
Приблизні межі Шипинської землі описувались у Люблінському договорі (від 15 березня 1412) між Владиславом Ягайлом та Сигізмундом.

## Історичні передумови

### Формування Шипинської землі
Своє формування починає в кінці ХІІ ст. — із завершенням формування Попрутської оборонної лінії. В цей же час активно розвиваються поселення: Хмелів, Василів, Черн, Онут, Хотин, Кучелмин, Цецин та ін.
Після монголо-татарської навали зв'язки Шипинської землі з галицько-волинськими землями послабились, що призвело до її фактичного відокремлення на початку XIV ст., та визнання зверхності Золотої Орди.

### Формування Молдовської держави
З початку 1340-х років угорці та підвладні їм волохи почали здійснювати походи з Семигороду у Південно-Східне Прикарпаття проти татар. Згодом вони створили тут Молдовське воєводство з центром у Байї (колишнє селище Молдава-Торг), звідки був розпочатий наступ на північ (до Шипинської землі), долаючи опір місцевого руського населення. Близько 1350 р. угорсько-волоські війська просунулися до верхів'їв Серету і середньої течії Дністра. Одночасно поляки захопили більшу частину Галицької Русі включно з Покуттям та долиною Черемошу.
1359 р. в Молдовському воєводстві спалахнуло повстання проти угорської влади, яке підтримали волохи з Мармарощини. А вже у 1365 р. угорський король Людовик Угорський змушений був визнати незалежність Молдовської держави.

## Самостійний період
Своїм розвитком Шипинська земля завдячує тому, що ця територія була віддалена від татарських кочовиків і нею пролягав торговельний шлях зі Львова до Сучави. У Шипинцях відбувалися регулярні великі ярмарки, на яких торгували худобою.
Шипинська земля стала практично самостійним територіальним утворенням з власною самоуправою, за яке вели запеклу боротьбу Королівство Польське, Угорське королівство та Молдовське воєводство.
Шипинська земля складалась з трьох волостей («дєржав»), центри яких були укріплені градами:
• Хотинська — Хотин на Дністрі.
• Черновіцка — Черн на Пруті (після руйнування Черну, Цецунська — Цецин на однойменній горі).
• Хмелівська — Хмелів на Черемоші.
На чолі волостей стояли старости («дєржавці»).
Найбільш вагомі питання вирішувались через Віче.
За часів розквіту Шипинської землі з'являються такі населені пункти, як: Кіцмань, Кучурів, Лужани, Глибока, Вашківці та ін. Всього на території землі налічувалось понад сто сіл.
Зруйноване у кін. XIV ст. городище Черн, у ці часи відбудували черновіцкі люди (від черновіцка волость) на високому правому березі Пруту як новий Черн (до 1944 р. Черновіци) — Чернівці (столиця майбутньої Буковини).
Переважну більшість населення краю становили русини (або руснаки) та волохи. Волохи основному південну частину — нижче річки Сучави та русини Верхне Надпруття

## Автономія
Документально вперше згадує Шипинську землю Ян Длуґош в 1359 році, описуючи один з походів у Молдавію короля Казимира ІІІ, який прагнучи повернути територію, яка раніше належала Галицькій землі. Під час чергового походу (1367) Казимир III Великий зазнав поразки на теренах саме Шипинської землі. Перемога над польським військом стала можливою завдяки місцевому населенню, значна частина якого (через свою православну віру) більше схилялось до входження до Молдовської держави з певними привілеями.
Пізніше, протягом нетривалого часу (1374-1377), Шипинська земля перебувала під управлінням урядників князя Володислава Опольського, але  після цього була остаточно приєднана до Молдавського князівства.
Розвиток Молдовської держави, а разом із нею і Шипинської землі відбувався у дуже непростих внутрішніх і зовнішніх умовах. 1387 року Петру І Мушат визнав польський сюзеренітет над Молдовою. Відносини між Польщею і Молдовою набули форми військово-політичного союзу.
Намагання воєводи Романа І (1391–1394) розірвати цей союз викликали рішучу протидію з польсько-литовського боку. Договірні відносини було відновлено в 1395.
Польсько-молдовські відносини упродовж першої третини XV ст. відзначалися стабільністю і явним ухиленням обох сторін від висування взаємних територіальних претензій, в результаті чого господар Олександр Добрий зумів зберегти усю повноту влади і над Шипинською землею, яка продовжувала входити до складу Молдовського князівства, і воїни якої брали участь у війнах держав Ягеллонської унії з Тевтонським орденом, зокрема у Грюнвальдській битві 1410 року.

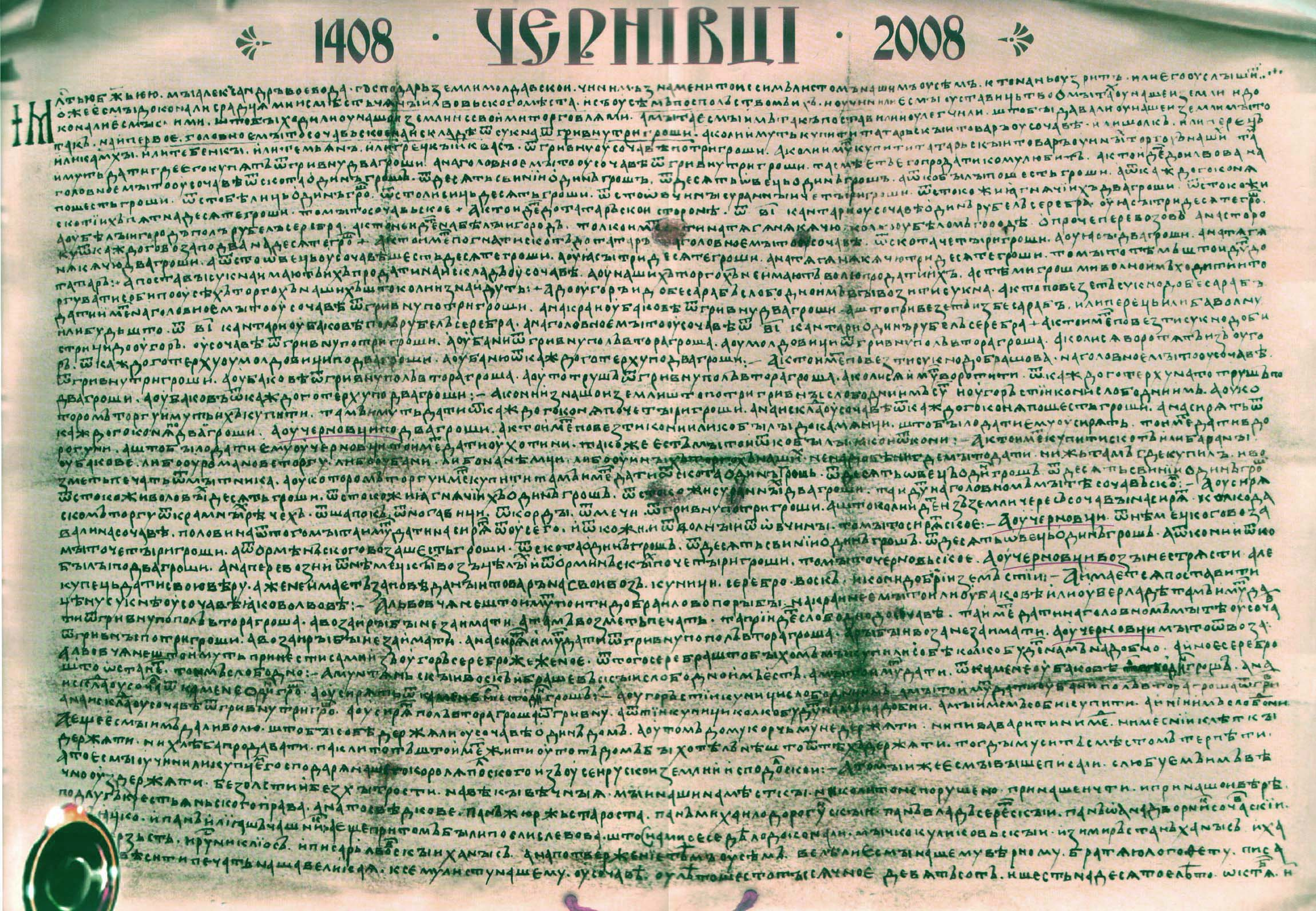
Перша письмова згадка про Чернівці

У цей же час завершується формування поселення Черновіци, яке в той час було розташоване на перехресті шляхів з північно-західної Європи на Балкани і в Туреччину. Через нього почав налагоджуватись важливий торговельний шлях із Молдови до Польщі. В Черновіцах організовується митниця.
8 жовтня 1408, у грамоті Господаря Молдовського князівства Олександра Доброго, яку він видав львівським купцям, вперше документально згадується назва — Черновци (Черновіци). В грамотах Олександра Доброго згадується й про Хотин.
У 1430-их-1450-их Польща посилила втручання у внутрішньополітичну боротьбу, яка охопила князівство, підтримуючи одних претендентів на престол проти інших і використовуючи цю ситуацію для більшого узалежнення воєвод як васалів Польської Корони. Зокрема, збереглася грамота від 23 вересня 1436 року, в якій син Олександра Доброго Ілляш заявляє молодому королю Владиславу, що повертає Шипинську землю, яку Молдовське князівство отримало від Польського королівства, разом з фортецями в Цецині, Хотині і Хмелеві зі всіма маєтностями. Незважаючи на це, на середину XV ст. територія Шипинської землі формально залишалася під владою молдовських воєвод.

## Зникнення
До 1457 р. Шипинська земля перебувала у складі Молдовського князівства, зберігаючи структуру часів Галицько-Волинської держави з певним автономним статусом. Поступово назва краю Шипинська земля почала витіснятися іншим родовим ім'ям — Буковина. Вперше назва Буковина зустрічається в грамоті молдовського господаря Романа І від 30 березня 1392 року, виданій у Сучаві. Ще в Люблінському договорі (що стосувався руської, подільської, молдовської земель, та визначав межі між Молдовським князівством та Королівством Угорським, укладеному 15 березня 1412 між Владиславом Ягайло та Сигізмундом одночасно вживаються терміни Буковина та Шипинська земля. Останній відомий документ, в якому згадується Шипинська земля датується 1444 роком. Надалі за цими, вкритими буковими лісами, землями закріплюється географічно-історична назва Буковина. Вже виключно під назвою Буковина край згадується у договорі 1482 року між польським королем Владиславом Ягайло та угорським королем Сигізмундом. В результаті проведеної Стефаном територіальної реформи Чернівецька волость була перетворена в Чернівецький цинут, Хотинська волость — в Хотинський цинут, Хмелівська волость — в Довгопільський окіл (центр з Хмелева перенесено в Довгопілля). Автономний статус залишився тільки у Довгопільського вільного околу.

## Подальша доля
Вже на початку XV ст. за краєм остаточно закріплюється топонім Буковина. При цьому Буковиною називали територію не тільки колишньої Шипинської землі (Чернівецький і Хотинський цинути та Кимполунгський окіл), а також частково Сучавський та Дорохойський цинути.
В 1774 р. Габсбурзька монархія анексувала частину Молдовської провінції Османської імперії, в тому числі Чернівецький цинут та Довгопільський окіл. Ця (західна) частина Буковини до 1849 р. була Буковинським округом Королівства Галичини та Володимирії, а потім до 1918 р. утворювала окремий коронний край — Герцогство Буковина.
В 1812 р. Хотинський цинут став повітом Бессарабської губернії Російської імперії. Де перебував до 1918 р.
В 1918 р. Буковинський край об'єднався в єдиній державі, але тільки, всупереч волі місцевого населення, у складі Румунського королівства, й утворила Сучавський цинут.
В 1940 р. край (за виключенням Довгопільського околу) тимчасово був окупований від червоною армією. Але вже 1941 р. Румунське королівство (союзниця Нацистської Німеччини знову окупувала землі Північної Буковини, утворивши на них Губернаторство Буковина.
В 1944 р. Північна Буковина окупована СРСР, і возз'єднана з УРСР. До 1991 р. Північна Буковина у складі УРСР. З 1991 р. — Чернівецька область незалежної України.
Довгопільський окіл (колишня Хмелівська волость Галицько-Волинської держави) залишилась в Румунії.